# Птице Америке
„Птице Америке“ је књига природњака и сликара Џона Џејмса Одубона, која садржи илустрације широког спектра птица Сједињених Држава. Први пут је објављена као серија у деловима између 1827. и 1838. године, у Единбургу и Лондону. Нису сви примерци илустровани у делу сакупљени од стране самог Одубона; неке му је послао Џон Кирк Таунсенд, који их је сакупио на експедицији Натанијела Џарвиса Вајета 1834. године са Томасом Наталом.
Дело се састоји од 435 ручно обојених отисака у природној величини, направљених од гравираних плоча, димензија око 99 x 66 цм. Садржи слике пет изумрлих птица и још три могуће изумрле птице: каролинског папагаја, голуба селца, лабрадор патке, велике њорке, перастог тетреба и, могуће, ескимског вивка, детлића слоноваче и Бахманове грмуше. Такође, постоји још пет слика „мистериозних птица“ које нису идентификоване ни са једном постојећом врстом. Таунсендова зеба (у каснијем издању идентификована као Таунсендова стрнадица), Кивијеов краљић, црна мочварна грмуша, малоглава мухарка и плава планинска грмуша.
Историчари уметности описују Одубоново дело као висококвалитетно и штампано са „уметничком финесом“. Позадине биљног света за око 50 студија птица насликао је Одубонов асистент Џозеф Мејсон, али се у књизи не наводи заслуга за његов рад. Упуцао је много примерака птица, као и обезбеђивања превоза и одржавања залиха за Одубона. Међутим, Одубон је користио биљке и инсекте у позадини које је насликала Марија Мартин, каснија супруга Џона Бахмана, са признањем заслуга. Џорџ Леман је ангажован да нацрта неке од стубова и детаља у позадини. Одубон је такође аутор пратеће књиге Орнитолошке биографије.

## Рана историја објављивања
Око 1820. године, са око 35 година, Одубон је изјавио да намерава да наслика сваку птицу у Северној Америци. У својој уметности птица, углавном је напустио уљане боје, медијум озбиљних уметника тог времена, у корист акварела и пастелних бојица (а повремено и оловке, угља, креде, гваша и пера са мастилом). Већ 1807. године развио је метод коришћења жица и конца за држање мртвих птица у реалистичним позама док их је цртао.
Године 1823, Одубон је отишао у Филаделфију и Њујорк, тражећи финансијску подршку која би му омогућила да објави своја уметничка дела. Бакарне плоче за гравирање продавао је на бази претплате у Северној Америци и Европи. Претплатници су добијали по пет плоча одједном. Сваки претплатник је добио отиске три мање птице, једне веће птице и једне птице средње величине. Отисци су произведени од 1827. до 1838. године, а сваког претплатника су коштали око 1.000 долара. Сматра се да данас постоји не више од 120 комплетних сетова. Сваки сет се састоји од 435 појединачне плоче које су засноване на оригиналним сликама. Сваку плочу је гравирао, одштампао и ручно обојио Роберт Хавел из Лондона. Док је Вилијам Лизарс из Единбурга гравирао првих десет плоча, Хавел је заправо завршио неке од њих. Хавел је у неким случајевима додао елементе попут инсеката на плочу.
Одубон је често наилазио на недостатак подршке. Као резултат тога, 1826. године је отпловио за Уједињено Краљевство са 250 својих оригиналних илустрација, тражећи финансијску подршку претплатника и техничке способности гравера и штампара. Након што је изложио своје цртеже у Ливерпулу и Манчестеру, отпутовао је у Единбург, где је упознао искусног гравера Вилијама Х. Лизарса. Лизарс је гравирао чак десет првих плоча, али није могао да настави пројекат када су његови колористи ступили у штрајк. Године 1827, Одубон је ангажовао познатог лондонског гравера животиња Роберта Хавела Млађег, а његов отац, Роберт Хавел Старији, надгледао је пројекат до његовог завршетка 1838. године.
Оригинално издање књиге „Птице Америке“ (понекад названо Хавелово издање по штампару, а понекад названо „Фолио двоструки слон“ због величине) штампано је на ручно рађеном папиру висине 99,5 цм и ширине 72,5 цм. Главна техника штампања била је бакрорез (дубока штампа), али су коришћени и гравирање и акватинта. Колористи су наносили сваку боју као на траци (преко педесет их је ангажовано за тај посао).
Одубон је финансирао скупи пројекат штампања путем претплате. Од 1826. до 1829. године путовао је по Великој Британији и до Париза, држећи предавања о орнитологији и животу на америчким границама у настојању да привуче богате покровитеље да се претплате на серију графика. Међу претплатницима су били: француски краљ Шарл X; краљица Аделаида од Уједињеног Краљевства; други гроф Спенсер и, касније, Американци Данијел Вебстер и Хенри Клеј.
Издања су обухватала сетове од по пет сваког месеца или два у лименим кутијама и сваки сет је обично садржао једну веома велику птицу, једну птицу средње величине и три мале птице. Плоче су објављене неповезане и без икаквог текста како би се избегло достављање бесплатних примерака британским библиотекама са обавезним депозитом.  Процењује се да никада није састављено више од 200 комплетних комплета. Пратећи текст, објављен одвојено, написали су Одубон и шкотски природњак и орнитолог Вилијам Макгиливреј и објављен је у пет томова у Единбургу између 1831. и 1839. године, под насловом „Орнитолошка биографија, или приказ навика птица Сједињених Америчких Држава“. Додатни трошкови пет томова текста довели су укупне трошкове плоча и текста на око 1000 долара.
Три универзитета су била оригинални претплатници на верзију двоструког слонског фолиа: Универзитет Колумбија, Универзитет Харвард и Универзитет Јужне Каролине. Одубон је лично посетио Колумбију 1833. године и изложио своје цртеже председнику колеџа, Вилијаму Александру Дуеру, након чега је колеџ прикупио 800 долара за своју претплату, која је завршена 1838. године.
Након што је фолио издање завршено, Одубон је одлучио да произведе приступачније издање и ангажовао је литографа из Филаделфије Џ. Т. Боуена. Боуен и његов тим су створили мање издање „Ројал Октаво“, које је објављено претплатницима у седам томова и завршено 1844. године. Још пет октаво издања је завршено до 1877. године. Октаво издање је користило текст Орнитолошке биографије, али је повећало број плоча на 500, раздвајајући неке птице које су се првобитно појављивале заједно. Укључени су и неки нови цртежи, углавном од стране Одубоновог најмлађег сина Џона Вудхауса Одубона, мада су Одубон и чланови Боуеновог тима такође допринели. 
Издање Бјен (по пиониру хромолитографије Џулијусу Бјену) било је реиздање у пуном формату које је 1858. године објавио Ро Локвуд у Њујорку под надзором Џона Вудхауса Одубона. Делимично због грађанског рата, издање никада није завршено; завршено је само 15 од 44 дела. Ово издање се састојало од 105 плоча и није садржало ниједан оригинални текст. Продато је мање од 100 претплата, што ово издање чини ређим од осталих раних издања. Када је описивао Одубонову праксу, орнитолог Ентони Бледсо је рекао: „Одубон је користио оно што данас волимо да називамо методом цеви сачмарице... Након што би убио птице, користио би сложен систем жица и канапа да би их позиционирао. Претходни уметници су цртали птице у статичном положају, али Одубон је био другачији. Цртао је птице на динамичан начин, позиционирајући их онако како их је посматрао на терену.“

## Јавне изложбе
Комплетна верзија од 8 томова, фолио двоструки слон, изложена је јавности у соби Одубон у библиотеци за постдипломске студије Харлан Хачер на Универзитету у Мичигену, Ен Арбор. Ова, прва књига коју је универзитет купио, купљена је 1839. године за 970 долара (што је еквивалентно 110.000 долара 2018), што је у то време била невероватна сума. Цео том од 435 плоче је такође доступан за преглед на мрежи на веб-сајтовима Универзитета у Мичигену и Јавне библиотеке Синсинатија и округа Хамилтон.
Од 1992. године, библиотеке Државног универзитета Луизијане организују „Одубонов дан“, полугодишње јавно приказивање сва четири тома примерка књиге „Птице Америке“. Комплет је раније припадао једном од првобитних претплатника, војводи од Нортамберленда, а купљен је грантом од корпорације Crown Zellerbach 1964. године. Последњих година, догађај је привукао више од 200 посетилаца. О томе је било речи у чланку Волстрит журнала из 2011. године под насловом „Радости спорог гледања“.
Године 2003, Универзитет у Питсбургу, који поседује комплетну колекцију Птица Америке коју је недавно рестаурирао и сачувао Центар за заштиту природе Етерингтон, поставио је велику изложбу од 62 одабране плоче и других материјала у својој Универзитетској уметничкој галерији. Након тога, универзитет је изградио изложбену витрину у приземљу школске библиотеке Хилман како би континуирано приказивао јавности ротирајући избор плоча. Универзитет је 2007. године покренуо пројекат дигитализације сваке плоче из књиге „Птице Америке“, као и из „Одибонове "Орнитолошке биографије“, и, по први пут, представио комплетан сет за јавно гледање преко једне странице на интернету. Овај догађај, назван „Одубон дан“, први пут је одржан 2011. године.
Године 2004, догодио се покушај крађе четири  фолија „Птице Америке“ Универзитета Трансилванија од стране четири студента. Пљачкаши су употребили електрошокер на библиотекара, али нису успели да заврше пљачку и сви су се изјаснили кривим и осуђени су на седам година затвора.
Сви познати сачувани акварели Одубона и Мејсона, који су били припремни за „Птице Америке“, чувају се у Њујоршком историјском друштву у Њујорку.
Музеј уметности Старк у Оринџу, у Тексасу, поседује и излаже лични примерак књиге „Птице Америке“ Џона Џејмса Одубона.
Природњачки музеј Филд у Чикагу, у Илиноису, поседује примерак који је раније припадао Одубоновом пријатељу и породичном лекару, др Бенџамину Филипсу. Само овај примерак и онај у власништву Музеја уметности Старк садрже 13 додатних плоча, додатих касније у пројекту како би се исправиле раније грешке слагањем нових плоча преко претходних отисака. Музеј Филд је направио и представио изложбу засновану на њиховом примерку књиге „Птице Америке“ током 2019–2020.
Музеј уметности Северне Каролине је 2010. године започео петогодишњу изложбу свог рестаурираног комплета од четири тома који је за државу купио гувернер Вилијам Александар Грејам 1846. године.
Централна библиотека у Ливерпулу тренутно има примерак књиге „Птице Америке“ изложен у стакленој витрини, чије се странице окрећу недељно, а такође је изложен и путем интерактивног киоска, што читаоцима омогућава да садржај виде изблиза без оштећења оригиналног примерка.
Национални музеј Шкотске је 2022. године био домаћин велике изложбе о Одубону, на којој је изложен примерак књиге, заједно са отисцима из њихове архиве, и наглашене су историјске везе књиге са Единбургом.
Хавелов примерак „Птица Америке“ – названог тако јер је био лични примерак Одубоновог гравера Роберта Хавела – налази се на сталној изложби у библиотеци Воткинсон на Тринити колеџу, у Конектикату. Волдемар Фрис и Сузан Лоу, стручњаци који се баве Одубоновом историјом, потврдили су висок квалитет овог примерка, Фрис га је прогласио „вероватно најбољим постојећим“ примерком Одубоновог рада, а Лоу је изјавила да „вероватно има најсуптилније и најреалније боје“ од сачуваних примерака. Сваке недеље у библиотеци Воткинсон открива се нова плоча на догађају под називом „Окретање птице“. У септембру 2022. године библиотека је завршила свој деценијску продукцију кроз сва четири тома „Птица Америке“ и поново почела са првом плочом првог тома.

## Плоче
- Флоридска сојка (Aphelocoma coerulescens)
- Протонотарна певка (Protonotaria citrea) на плочи 3
- Америчка буљина
- Харланов јастреб на плочи 86
- Птица Вашингтона, једна од неколико мистериозних птица чији постојање није потврђено. Могуће је да је плагијат из Рисове енциклопедије.[44]
- Ћурка лешинар
(Cathartes aura)
- Канадска гуска
(Branta canadensis)
- Амерички фламинго
(Phoenicopterus ruber)
- Гребенаста каракара
(Caracara cheriway)
- Три парида врсте
(Clockwise from top right: Psaltriparus minimus, Parus atricapillus, Parus rufescens)
- Сиви соко
(Falco peregrinus)
- Кукувица
(American barn owl

## Текстил
Тридесетих година 19. века, одмах након објављивања, неколико плоча је коришћено као основа за дизајн серије тканина за намештај штампаних ваљком, произведених у Ланкаширу, у Уједињеном Краљевству.